# Астраханская волость
Астраханская волость (Астрахановская, тат. ئەسترخان ۋولىٰسىٰ, Әстерхан вулысы), c 1921 года Нармонская волость (Нарманская, тат. نارمنكىٰ (نورمىنكە) ۋولىٰسىٰ, Narmьnkь (Nyrminkə) vulьsь, Нармынкы (Нүрминкә) вулысы) — административно-территориальная единица в Казанской губернии и Татарской АССР. Административный центр — село Нармонка.

## История
Волость возникла не позднее 1870 года. В 1920 году, как и весь уезд, вошла в состав Лаишевского кантона Татарской АССР. В 1921 году в целях приведения в соответствие наименования волости с её центром переименована в Нармонскую волость.
В 1924 году волость укрупнена, в неё вошли собственно Нармонская волость, селение Танеево Сараловской волости; Державинская волость без селений, отходящих Пестречинской и Чирповской волостям и Столбищенской волости Арского кантона.
В 1927 году упразднена, вся территория волости вошла в состав Лаишевского района.

## Состав
По состоянию на 1923 год волость делилась на 12 сельсоветов: Нармонский, Астраханский, Беляковский, Дятловский, Татарско-Кабанский, Караишевский, Карадульский, Кирбинский, Карташихинский, Курманаковский, Пановский, Тетеевский.

## Население
- 13692 чел. (1914).[5]
- 21314 чел. (1920, в границах 1925 года, татары — 15,2%, русские — 84,8%).[6]